# 45e brigade du génie de la Garde
Pour les articles homonymes, voir 45e brigade.
La 45e brigade du génie de la Garde (russe : 45-я гвардейская инженерная бригада) est une unité militaire de l'Armée de terre russe, faisant partie des troupes du génie russe.

## Historique
La brigade est héritière de la 3e brigade motorisée du génie de la Garde, portant le titre honorifique Berlinskaïa et décorée de l'ordre de Koutouzov, 2e classe, de l'ordre de Bogdan Khmelnitski, 2e classe, de l'ordre de l'Étoile rouge et de l'ordre d'Alexandre Nevski. En 2002, la brigade devient, après plusieurs changement de noms, le 66e régiment de pontonniers de la Garde, installé à Mourom et subordonné au district militaire ouest à partir de 2010.
Le 1er décembre 2012, la 45e brigade du génie de la Garde est créée par la fusion du 66e régiment de Mourom et du 45e régiment du génie de camouflage,,,.